# Les Mauvais Compagnons (Métaphormoses II)
Albums de Plume Latraverse
À fond d'train Insomnifère (Méphatormoses III)
Les Mauvais Compagnons (Métaphormoses II) est un album de Plume Latraverse, sorti en 1984.

## Liste des titres
| No  | Titre                           | Durée |
| --- | ------------------------------- | ----- |
| 1.  | Mets ta forme... ose!           |       |
| 2.  | Investissement ectoplasmique    |       |
| 3.  | Fait d'hiver (Ti-minou d'amour) |       |
| 4.  | Gisèle avec 2 L (Gisèlle)       |       |
| 5.  | Parades de modes                |       |
| 6.  | Le Moral des troupes            |       |
| 7.  | Auguste Gustave                 |       |
| 8.  | Francoricain et 1/4             |       |
| 9.  | La Descente aux enfers          |       |
| 10. | Tête-à-tête-à-queue             |       |
| 11. | Le Gamasinage                   |       |
| 12. | Le Cadeau                       |       |